# Rychnowo Żuławskie
Rychnowo Żuławskie – wieś w Polsce położona w województwie pomorskim, w powiecie nowodworskim, w gminie Nowy Dwór Gdański na obszarze Żuław Wiślanych przy drodze krajowej nr . Wieś jest siedzibą sołectwa Rychnowo Żuławskie w którego skład wchodzi również miejscowość Ryki.
W latach 1975–1998 miejscowość administracyjnie należała do województwa elbląskiego.

## Zabytki
Według rejestru zabytków NID na listę zabytków wpisana jest zagroda nr 24, nr rej.: A-1215 z 25.04.1988:
- dom, 1861
- 2 obory, pocz. XX
- warsztat, pocz. XX
- spichlerz, 1921
- ogród
- brama z kratą, 1906